# 문동환 (목회자)
문동환(文東煥, 1921년 5월 5일 ~ 2019년 3월 9일)은 한국기독교장로회 목사 겸 대학 교수였고 미국 피츠버그 신학대학교 명예 신학박사 출신이었다. 한국기독교장로회 목사인 문익환의 동생이다.

## 생애
1921년(민국 10년) 동간도 지역의 기독교 가정에서 태어나 일찍이 기독교에 입문했다. 아버지는 간도에서 목회자로 일하고 있었으며, 시인 윤동주와는 한동네에서 자랐다. 어릴 때 ‘동만의 조선족 대통령’으로 불리던 윤동주의 외삼촌 김약연을 보면서 목회자가 될 꿈을 키웠다.
룽징에서 중학교를 다니던 중 아버지와 친분이 있던 김재준을 만났고, 그의 영향을 받아 일본의 신학교로 유학했다. 그러나 이때는 태평양 전쟁 말기라 학도병 징집의 위험이 있어 학교를 중도에 그만두고, 다시 만주로 돌아와야 했다. 태평양 전쟁 종전 후에는 가족이 모두 월남하여, 서울로 들어왔다.
서울에서 김재준의 주선으로 문익환과 함께 조선신학교에 편입하였다. 한국 전쟁 중인 1951년에는 미국으로 유학하였고, 웨스턴 신학대학교 / 프린스턴 신학교 / 하트포드 신학대학교에서 차례로 공부했다.
유학을 마치고 귀국하여, 1961년부터 한신대학교 교수를 지냈으며, 한국기독교장로회 수도교회 등에서 목회하였다. 유신체제를 반대하는 재야 운동에 뛰어들어 투옥되기도 했다. 문익환도 문동환에 뒤이어 재야 운동에 동참하여 형제가 함께 활동했다.
말년에는 미국 뉴저지주에서 활동하였다. 6·15 남북 공동선언을 지지하는 6. 15남북공동선언실현 재미동포협의회 공동의장을 맡는 등 통일 운동을 벌였다. 2002년 대한민국 대통령 선거에서는 노무현을 지지했다.
그는 진보 개신교계에도 쓴소리를 아끼지 않았다. 그는 “80살이 지나면서 민중신학에도 회의가 생겼다”면서 “한 자리 차지하기 위해 투쟁하는 민중을 민중이라고 말하기 어렵다”고 비판하기도 했다.

## 학력
- 한신대학교 신학 학사
- 웨스턴신학교 신학 석사
- 하트퍼드 신학대학교 신학 박사

## 배우자
문혜림(文惠林, 페이 문, 1936년 - 2022년 3월 11일, 본명 : 헤리엇 페이 핀치백)이 문동환(목회자)의 배우자이다. 문혜림은 1986년 의정부, 동두천에서 매매춘 하는 기지촌 여성들을 위한 두레방을 처음 시작하였다. 그녀의 딸 문영미는 어머니의 이야기를 다룬 <아무도 그녀의 이야기를 들어주지 않았다>(샘터사)를 썼다.

## 역대 선거 결과
| 실시년도 | 선거   | 대수 | 직책     | 선거구 | 정당       | 득표수      | 득표율          | 순위        | 당락 | 비고 |
| -------- | ------ | ---- | -------- | ------ | ---------- | ----------- | --------------- | ----------- | ---- | ---- |
| 1988년   | 총선   | 13대 | 국회의원 | 전국구 | 평화민주당 | 3,783,279표 | \| \| 19.26% \| | 전국구 12번 |      | 초선 |
|          | 19.26% |      |          |        |            |             |                 |             |      |      |

## 소속 정당
| 소속 정당 | 소속 정당      | 소속 기간 | 비고                |
| --------- | -------------- | --------- | ------------------- |
|           | 신민당         | 1975~1980 | 정계 입문           |
|           | 무소속         | 1980~1985 | 정당 해산           |
|           | 신한민주당     | 1985~1987 | 창당                |
|           | 무소속         | 1987      | 탈당                |
|           | 통일민주당     | 1987      | 창당                |
|           | 무소속         | 1987      | 탈당                |
|           | 평화민주당     | 1987~1991 | 창당                |
|           | 신민주연합당   | 1991      | 당명 변경           |
|           | 민주당         | 1991~1995 | 합당                |
|           | 무소속         | 1995      | 탈당                |
|           | 새정치국민회의 | 1995~2000 | 창당                |
|           | 새천년민주당   | 2000~2004 | 합당                |
|           | 무소속         | 2004~2019 | 탈당 정계 은퇴 사망 |

## 같이 보기
- 문익환
- 대한민국 제13대 국회의원 선거 평화민주당 후보 목록#전국구